# Di sabato mai!
Di sabato mai! (Pas question le samedi) è un film del 1965 diretto da Alex Joffé.